# Raimundo Rodrigues Barbosa
Raimundo Rodrigues Barbosa (Belém, 18 de outubro de 1875 — Rio de Janeiro, 7 de abril de 1968) foi um militar e político brasileiro. Foi governador do Amazonas em 1924 e interventor na Bahia em 1931.